# Tale madre tale figlia
Tale madre, tale figlia (Telle mère, telle fille) è un film del 2017 diretto da Noémie Saglio con protagoniste Juliette Binoche e Camille Cottin.

## Trama
Mado e Avril sono madre e figlia con pochi anni di differenza di età tra loro. Divorziata da Marc, padre della ragazza, Mado vive ospite di Avril e del marito nella loro casa parigina. L'equilibrio familiare si interrompe all'annuncio dell'imminente maternità della giovane, a cui seguirà la scoperta che anche la madre è rimasta incinta, dopo un rapporto fugace con l'ex marito, padre di Avril.